# 賈斯汀·漢密爾頓 (1990年)
賈斯汀·安東尼·漢密爾頓（1990年4月1日—）為克罗地亚裔美國男子籃球運動員，出生於美國，母親為克羅埃西亞人，出生於克羅埃西亞首都萨格勒布，漢密爾頓曾在萨格勒布就讀一年小學，2012年從路易斯安那州立大學畢業，在同年NBA选秀第二輪第45順位獲得费城76人青睞，之後被球隊交易至迈阿密热火，但漢密爾頓的職業生涯從母親的家鄉球隊西博納展開。
2017年7月，中国男子篮球职业联赛北京鸭宣布與漢密爾頓簽下一年合約。2019年8月，北京鸭與漢密爾頓完成續約。2020年9月，北京鸭與漢密爾頓完成續約。2022年2月，北京鸭完成註冊漢密爾頓，出賽2021-22年CBA联赛剩餘賽事。2022-23賽季北京鸭內線外援改找T·J·利夫。2022年8月，漢密爾頓加盟西班牙球隊曼雷薩。2022年12月，漢密爾頓加盟广东华南虎。

## 外部連結
- 贾斯汀·汉密尔顿在fiba.basketball（英语）
- 贾斯汀·汉密尔顿在NBA（英语）
- 贾斯汀·汉密尔顿在西班牙篮球甲级联赛（球員）（西班牙语）
- 贾斯汀·汉密尔顿在Basketball-Reference.com（NBA）（英语）
- 贾斯汀·汉密尔顿在Basketball-Reference.com（NBA G聯盟）（英语）
- 贾斯汀·汉密尔顿在Basketball-Reference.com（國際）（英语）
- 贾斯汀·汉密尔顿在Sports-Reference.com（NCAA）（英语）
- 贾斯汀·汉密尔顿在ESPN（NBA）（英语）
- 贾斯汀·汉密尔顿在Eurobasket.com（球員）（英语）
- 贾斯汀·汉密尔顿在RealGM（英语）
- 贾斯汀·汉密尔顿在Proballers（英语）
- 贾斯汀·汉密尔顿在中国篮球数据库（新浪网）
- 贾斯汀·汉密尔顿在Olympics.com（英语）